# Harviell
Harviell – jednostka osadnicza w Stanach Zjednoczonych, w stanie Missouri, w hrabstwie Butler.